# Yukitaka Omi
Yukitaka Omi (小見 幸隆 Omi Yukitaka?,  nacido el 15 de diciembre de 1952 en Tokio) es un exfutbolista japonés que se desempeñaba como centrocampista.
Omi jugó 6 veces para la Selección de fútbol de Japón entre 1978 y 1980.

## Trayectoria

### Clubes
| Club    | País  | Año         |
| ------- | ----- | ----------- |
| Yomiuri | Japón | 1969 - 1986 |

### Selección nacional
| Selección | País  | Año         |
| --------- | ----- | ----------- |
| Absoluta  | Japón | 1978 - 1980 |

## Estadística de equipo nacional
| Selección de Japón | Selección de Japón | Selección de Japón |
| Año                | Part.              | Goles              |
| ------------------ | ------------------ | ------------------ |
| 1978               | 1                  | 0                  |
| 1979               | 0                  | 0                  |
| 1980               | 5                  | 0                  |
| Total              | 6                  | 0                  |

## Palmarés

### Títulos nacionales
| Título                   | Club    | País  | Año  |
| ------------------------ | ------- | ----- | ---- |
| Copa Japan Soccer League | Yomiuri | Japón | 1979 |
| Japan Soccer League      | Yomiuri | Japón | 1983 |
| Japan Soccer League      | Yomiuri | Japón | 1984 |
| Copa del Emperador       | Yomiuri | Japón | 1984 |
| Copa Japan Soccer League | Yomiuri | Japón | 1985 |